# Dominik Fitz
Dominik Fitz, né le 16 juin 1999 à Vienne en Autriche, est un footballeur autrichien qui évolue au poste de milieu de terrain à l'Austria Vienne.

## Biographie

### Austria Vienne
Natif de Vienne en Autriche, Dominik Fitz est formé par l'un des clubs de la capitale, l'Austria Vienne, où il joue depuis son plus jeune âge. Il participe à son premier match en équipe première le 31 mars 2018, en entrant en jeu lors d'une rencontre de première division autrichienne face au SC Rheindorf Altach. L'Austria s'impose par deux buts à un ce jour-là. Le 27 mai de la même année, il inscrit son premier but en professionnel face au Red Bull Salzbourg, lors de la dernière journée de la saison 2017-2018, participant ainsi à la large victoire de son équipe (4-0). Le 6 avril 2018, il prolonge son contrat avec son club formateur jusqu'en 2023,.
Lors de la saison 2018-2019, Fitz joue peu mais son équipe parvient à se qualifier pour les tours préliminaires de la Ligue Europa. Le jeune milieu de terrain joue alors ses premiers matchs de Coupe d'Europe lors de la double confrontation face à l'Apollon Limassol, le 8 août 2019 (défaite 1-2 de l'Austria) et le 15 août suivant (défaite 3-1 de l'Austria). Avec ces deux défaites, le club est éliminé de la compétition.
En juin 2020, Fitz se blesse au ligament de la syndesmose, ce qui lui vaut plus de quatre mois d'absence. Il fait son retour à la compétition en novembre 2020.

### En équipe nationale
Avec l'équipe d'Autriche des moins de 17 ans, Dominik Fitz est sélectionné pour participer au championnat d'Europe des moins de 17 ans en 2016. Sans être un titulaire, il prend part à chacun des matchs de son équipe, qui se hisse jusqu'en quarts de finale, battue par le futur vainqueur de la compétition, le Portugal (5-0).
Fitz représente également les moins de 18 ans entre 2016 et 2017. Au total il fait six apparitions avec cette sélection.
Le 11 octobre 2019, Dominik Fitz joue son premier match avec l'équipe d'Autriche espoirs, face à la Turquie. Il entre en jeu en cours de partie à la place de Christoph Baumgartner, et son équipe s'impose sur le score de trois buts à zéro.